# Динитроцеллюлоза
Динитроцеллюло́за (динитрат целлюлозы, коллоксили́н, «русская нитроцеллюлоза») — продукт этерификации целлюлозы с нитрующей смесью (смесь азотной и серной кислот). Иногда коллоксилином называют смесь динитроцеллюлозы с мононитроцеллюлозой. Правильное систематическое химическое название — динитрат целлюлозы. Как правило пропитана на 35% этиловым спиртом и содержащая менее 12,5% азота.
Горюча, в определённых условиях может взрываться, но в отличие от пироксилина сила взрыва намного слабее.
Коллоксилин хорошо растворяется в ацетоне, смеси спирта и эфира, в сложных эфирах уксусной кислоты. Используется в нитроцеллюлозных лаках и красках.
При действии на коллоксилин спирта и эфира получают коллодий, применяемый в медицине. Смесь последнего с камфорой при соответствующей обработке дает целлулоид. 